# 2-إيثوكسي إيثانول
2-إيثوكسي إيثانول (بالإنجليزية: 2-Ethoxyethanol)‏ المعروف كعلامة تجارية سيلوسوف (بالإنجليزية: Cellosolve)‏، صيغته الجزيئية C4H10O2، هي مذيبات مستخدمة على نطاق واسع في التطبيقات التجارية والصناعية. وهو سائل واضح، عديم اللون، عديم الرائحة تقريباً يمكن امتزاجه بالماء، الإيثانول، ثنائي إيثيل الإيثر، الأسيتون، وأسيتات الإيثيل. ويمكن تصنيعه عن طريق تفاعل أكسيد الإيثيلين مع الإيثانول.
كما هو الحال مع غيرها من إيثرات غليكول، 2-إيثوكسييثانول له خاصية مفيدة من القدرة على حل المركبات المتنوعة كيميائيً. ويذوب الزيوت والراتنجات والشحوم والشمع والنيتروسليلوز واللك. تعتبر هذه خاصية مثالية باعتبارها وسيلة نظافة متعددة الأغراض، وبالتالي، يتم استخدام 2-إثوكسيثانول في المنتجات، مثل مزيلات الشحوم.

## وصلات خارجية
- "Chemical Sampling Information 2-Ethoxyethanol". www.osha.gov. مؤرشف من الأصل في 2017-07-31. اطلع عليه بتاريخ 2014-08-04.
- CDC - NIOSH Pocket Guide to Chemical Hazards